# Прімавера (Чилі)
Прімавера (ісп. Primavera) — муніципалітет в Чилі. Адміністративний центр комуни — селище Серро-Сомбреро. Населення — 687 осіб (2002). Селище і комуна входить до складу провінції Тьєрра-дель-Фуего і області Магальянес і Чилійська Антарктика.
Територія комуни — 4253,4 км². Чисельність населення — 753 жителів (2007). Щільність населення — 0,24 чол/км².

## Розташування
Селище Серро-Сомбреро розташоване за 122 км на північний схід від адміністративного центру області міста Пунта-Аренас і за 98 км на північний схід від адміністративного центру провінції міста Порвенір.
Комуна межує:
- на півночі — з комуною Сан-Грегоріо
- на сході — з провінцією Вогняна Земля, Антарктида та острови Південної Атлантики (Аргентина)
- на півдні — з комуною Порвенір
- на заході — з комуною Пунта-Аренас

## Демографія
Згідно з відомостями, зібраними в ході перепису Національним інститутом статистики, населення комуни становить 753 осіб, з яких 538 чоловіків і 215 жінок.
Населення комуни становить 0,48 % від загальної чисельності населення області Магальянес і Чилійська Антарктика, при цьому 99,87 % відноситься до сільського населення і 0 % — міське населення.